# Санді Огринець
Санді Огринець (словен. Sandi Ogrinec, нар. 5 червня 1998) — словенський футболіст, півзахисник боснійського клубу «Борац» (Баня-Лука).
Виступав також за «Марибор» та молодіжну збірну Словенії.

## Клубна кар'єра
Народився 5 червня 1998 року. Вихованець юнацьких команд футбольних клубів «Браво» та «Марибор».
У дорослому футболі дебютував 2016 року виступами за команду «Марибор», в якій провів два сезони, взявши участь у 9 матчах чемпіонату. Згодом протягом 2018–2019 років півтора сезони відіграв на правах оренди за «Кршко», після чого повернувся до «Марибора», до основного складу якого знов таки пробитися не зумів.
На початку 2020 року став гравцем клубу «Браво», де провів два роки, після чого з початку 2022 року по літо 2024 року грав за австрійський «Тіроль» (Ваттенс).
До складу боснійського «Бораца» (Баня-Лука) приєднався 2024 року. Протягом дебютного сезону у новому клубі відіграв у національній першості з Баня-Луки 26 матчів в національному чемпіонаті.

## Виступи за збірні
2014 року дебютував у складі юнацької збірної Словенії (U-17), загалом на юнацькому рівні взяв участь у 16 іграх.
2021 року залучався до складу молодіжної збірної Словенії. На молодіжному рівні зіграв в одному офіційному матчі.

## Статистика виступів

### Статистика клубних виступів
Станом на 4 березня 2025
| Сезон              | Команда             | Чемпіонат          | Чемпіонат | Чемпіонат | Національний кубок | Національний кубок | Національний кубок | Континентальні кубки | Континентальні кубки | Континентальні кубки | Інші змагання | Інші змагання | Інші змагання | Усього | Усього | Усього |
| Сезон              | Команда             | Ліга               | Ігор      | Голів     | Ліга               | Ігор               | Голів              | Ліга                 | Ігор                 | Голів                | Ліга          | Ігор          | Голів         | Ігор   | Голів  |        |
| ------------------ | ------------------- | ------------------ | --------- | --------- | ------------------ | ------------------ | ------------------ | -------------------- | -------------------- | -------------------- | ------------- | ------------- | ------------- | ------ | ------ | ------ |
| 2015–16            | «Марибор»           | ПЛС                | 1         | 0         | КС                 | 0                  | 0                  |                      | -                    | -                    |               | -             | -             | 1      | 0      |        |
| 2016–17            | «Марибор»           | ПЛС                | 6         | 0         | КС                 | 1                  | 0                  | ЛЄ                   | 0                    | 0                    |               | -             | -             | 7      | 0      |        |
| 2017-січ. 2018     | «Марибор»           | ПЛС                | 2         | 0         | КС                 | 1                  | 0                  | ЛЧ                   | 0                    | 0                    |               | -             | -             | 3      | 0      |        |
| січ.-черв. 2018    | «Кршко»             | ПЛС                | 10        | 0         | КС                 | 0                  | 0                  |                      | -                    | -                    |               | -             | -             | 10     | 0      |        |
| 2018–19            | «Кршко»             | ПЛС                | 20        | 0         | КС                 | 3                  | 0                  |                      | -                    | -                    |               | -             | -             | 23     | 0      |        |
| 2019-січ. 2020     | «Марибор»           | ПЛС                | 3         | 0         | КС                 | 0                  | 0                  | ЛЧ                   | 0                    | 0                    |               | -             | -             | 3      | 0      |        |
| січ.-черв. 2020    | «Браво»             | ПЛС                | 15        | 2         | КС                 | 0                  | 0                  |                      | -                    | -                    |               | -             | -             | 15     | 2      |        |
| 2020–21            | «Браво»             | ПЛС                | 29        | 1         | КС                 | 1                  | 0                  |                      | -                    | -                    |               | -             | -             | 30     | 1      |        |
| 2021-січ. 2022     | «Браво»             | ПЛС                | 19        | 4         | КС                 | 2                  | 1                  |                      | -                    | -                    |               | -             | -             | 21     | 5      |        |
| Усього за «Браво»  | Усього за «Браво»   | Усього за «Браво»  | 63        | 7         |                    | 3                  | 1                  |                      | 0                    | 0                    |               | -             | -             | 66     | 8      |        |
| січ.-черв. 2022    | «Тіроль» (Ваттенс)  | БЛ                 | 11+3      | 1+0       | КА                 | 0                  | 0                  |                      | -                    | -                    |               | -             | -             | 14     | 1      |        |
| 2022–23            | «Тіроль» (Ваттенс)  | БЛ                 | 18        | 3         | КА                 | 2                  | 0                  |                      | -                    | -                    |               | -             | -             | 20     | 3      |        |
| 2023–24            | «Тіроль» (Ваттенс)  | БЛ                 | 27        | 1         | КА                 | 2                  | 0                  |                      | -                    | -                    |               | -             | -             | 29     | 1      |        |
| Усього за «Тіроль» | Усього за «Тіроль»  | Усього за «Тіроль» | 56+3      | 5         |                    | 4                  | 0                  |                      | -                    | -                    |               | -             | -             | 63     | 5      |        |
| 2024–25            | «Борац» (Баня-Лука) | ПЛ                 | 18        | 6         | КБіГ               | 2                  | 1                  | ЛК                   | 10                   | 2                    |               | -             | -             | 30     | 9      |        |
| Усього за кар'єру  | Усього за кар'єру   | Усього за кар'єру  | 182       | 18        |                    | 14                 | 2                  |                      | 10                   | 2                    |               | -             | -             | 206    | 22     |        |